# Karin Jonsson
Karin Elsie Jonsson, född 21 juni 1942 i Stockholm, död där 27 juni 2015, var en svensk socialdemokratisk kommunalpolitiker.
Jonsson, som var dotter till förste socialinspektör Ossian Jonsson och förste postexpeditör Elsie Jansson, blev filosofie kandidat 1965. Hon var ombudsman inom Sveriges socialdemokratiska ungdomsförbund (SSU) 1967–1969, kanslisekreterare i Utbildningsdepartementet 1969–1971, ombudsman inom Arbetarnas bildningsförbund (ABF) 1971–1973 och 1976–1982 och sakkunnig i statsrådsberedningen 1973–1976. Hon var biträdande socialborgarråd i Stockholms kommun 1982–1985, personalborgarråd 1985–1988, socialborgarråd 1988–1991, fritidsborgarråd 1991 och direktör för kommunens miljöförvaltning. Hon var ledamot av Stockholms kommunfullmäktige 1970–1991.